# (7325) 1981 QA1
(7325) 1981 QA1 (1981 QA1, 1976 GY2, 1985 VR3, 1990 BJ1, 1992 PL3) — астероїд головного поясу.
Тіссеранів параметр щодо Юпітера — 3,506.